# Beaufort West
Beaufort West è una città del Sudafrica nella Provincia del Capo Occidentale. È la più antica e più grande città della zona del Grande Karoo, e fa parte della Municipalità locale di Beaufort West, che conta 34 000 abitanti (dato del 2011).

## Collocazione
La città sorge fra i fiumi Gamka e Kuils, a nord delle montagne Nuweveld e nei pressi delle Swartberg. È il cuore di un distretto agricolo in cui predomina l'allevamento di pecore, ed è una tappa importante lungo la strada nazionale N1, che collega Città del Capo con Johannesburg. La città sorge nei pressi del Karoo National Park.

## Storia
L'area di Beaufort West conserva le tracce di antichi insediamenti boscimani; i loro graffiti sono ancora visibili in molte zone rurali all'interno del territorio cittadino, e nella vicina Nelspoort, e sono stati ritrovati anche i cosiddetti gong di roccia (o "pianoforti dei boscimani"), curiosi strumenti musicali a percussione in pietra.
L'area di Beaufort West fu raggiunta a metà del XVIII secolo dai primi voortrekker, che crearono fattorie e piccoli insediamenti ai piedi dei monti Nuweveld. La zona era particolarmente gradita ai cacciatori, che vi trovavano grandi mandrie di selvaggina.
Nel 1818, il governatore della Colonia del Capo, Charles Henry Somerset, decise di fondare la cittadina di Beaufort, partendo da un nucleo costituito da una grande fattoria chiamata Hooyvlakte. Il nome Beaufort fu scelto in onore di Henry Somerset, Duca di Beaufort, padre di Charles.
Nel 1827, fu proprio nei pressi di Beaufort che David Baird trovò i primi fossili del Karoo. L'importanza scientifica di questi fossili (descritti da diversi studiosi come una delle "meraviglie del mondo") attirò a Beaufort numerosi ricercatori. Nel 1869, la cittadina prese il proprio nome attuale.
La municipalità di Beaufort West venne proclamata nel 1837, ed è la più antica dell'intero Sudafrica.

## Architettura
La lunga storia della città si riflette nella varietà degli stili architettonici degli edifici: si sono esempi di architettura vittoriana, giorgiana, edoardiana, coloniale olandese del Capo, neogotica, neoclassica e contemporanea. Numerosi edifici storici sono monumenti nazionali: tra gli altri, il vecchio municipio, la chiesa missionaria, la chiesa calvinista neogotica, e diversi edifici privati, come la Barnard House, la Matoppo House e la Clyde House.